# World Bowl
World Bowl – mecz finałowy mistrzostw europejskiej ligi futbolu amerykańskiego, NFL Europa, w swej istocie podobny do finałów ligi NFL, Super Bowl.
Gdy NFL Europa powstała w roku 1991 jako World League of American Football, skupiała zespoły z Ameryki Północnej i Europy, a w planach było rozszerzenie ligi na państwa Azji, nazwa World Bowl (Puchar Świata) była adekwatna. Po tym, jak ligę zawężono do krajów europejskich, postanowiono utrzymać nazwę imprezy.

## Wyniki
| Sezon       | Data           | Zwycięzca          | Finalista          | Wynik          | Miejsce             | Stadion            |
| ----------- | -------------- | ------------------ | ------------------ | -------------- | ------------------- | ------------------ |
| 1991 (I)    | 9 lipca 1991   | London Monarchs    | Barcelona Dragons  | 21:0           | Londyn              | Wembley-Stadion    |
| 1992 (II)   | 6 lipca 1992   | Sacramento Surge   | Orlando Thunder    | 21:17          | Montreal            | Stadion Olimpijski |
| 1993        | nie rozgrywano | nie rozgrywano     | nie rozgrywano     | nie rozgrywano | nie rozgrywano      | nie rozgrywano     |
| 1994        | nie rozgrywano | nie rozgrywano     | nie rozgrywano     | nie rozgrywano | nie rozgrywano      | nie rozgrywano     |
| 1995 (III)  | 17 lipca 1995  | Frankfurt Galaxy   | Amsterdam Admirals | 26:22          | Amsterdam           | Stadion Olimpijski |
| 1996 (IV)   | 23 lipca 1996  | Scottish Claymores | Frankfurt Galaxy   | 32:27          | Edynburg            | Murrayfield        |
| 1997 (V)    | 22 lipca 1997  | Barcelona Dragons  | Rhein Fire         | 38:24          | Barcelona           | Stadion Olimpijski |
| 1998 (VI)   | 14 lipca 1998  | Rhein Fire         | Frankfurt Galaxy   | 34:10          | Frankfurt nad Menem | Waldstadion        |
| 1999 (VII)  | 27 lipca 1999  | Frankfurt Galaxy   | Barcelona Dragons  | 38:24          | Düsseldorf          | Rheinstadion       |
| 2000 (VIII) | 25 lipca 2000  | Rhein Fire         | Scottish Claymores | 13:10          | Frankfurt           | Waldstadion        |
| 2001 IX     | 30 lipca 2001  | Berlin Thunder     | Barcelona Dragons  | 24:17          | Amsterdam           | Amsterdam ArenA    |
| 2002 X      | 22 lipca 2002  | Berlin Thunder     | Rhein Fire         | 26:20          | Düsseldorf          | Rheinstadion       |
| 2003 XI     | 14 lipca 2003  | Frankfurt Galaxy   | Rhein Fire         | 35:16          | Glasgow             | Hampden Park       |
| 2004 XII    | 12 lipca 2004  | Berlin Thunder     | Frankfurt Galaxy   | 30:24          | Gelsenkirchen       | Arena AufSchalke   |
| 2005 XIII   | 11 lipca 2005  | Amsterdam Admirals | Berlin Thunder     | 27:21          | Düsseldorf          | LTU Arena          |
| 2006 XIV    | 27 lipca 2006  | Frankfurt Galaxy   | Amsterdam Admirals | 22:7           | Düsseldorf          | LTU arena          |
| 2007 XV     | 23 lipca 2007  | Hamburg Sea Devils | Frankfurt Galaxy   | 37:28          | Frankfurt           | Commerzbank-Arena  |